# 上海市计算机学会
上海市计算机学会是中華人民共和國上海市的一個與計算機有關的團體。

## 历史
成立於1984年6月。1984年之前的多数社团都有行政拨款,1984年开始就逐步取消，上海市计算机学会的經費來自各种事业收入（咨询、培训等）。1991年5月30日由上海市民政局核准登记为社团法人。

## 外部連結
- 官方网站